# Xã Burg, Quận Howard, Arkansas
Xã Burg (tiếng Anh: Burg Township) là một xã thuộc quận Howard, tiểu bang Arkansas, Hoa Kỳ. Năm 2010, dân số của xã này là 61 người.